# خط طول 59° غرب
خط طول 59° غرب هو أحد خطوط الطول الجغرافية، والتي تمتد من القطب الشمالي الجغرافي إلى القطب الجنوبي الجغرافي، وحسب التحويل الزمني يتأخر خط طول 59° غرب عن خط غرينتش بـ3 ساعات و56 دقيقة.

## من القطب إلى القطب
ينطلق خط طول 59° غرب من القطب الشمالي نحو القطب الجنوبي مرورا بالمناطق التي ترد في الجدول التالي:
| الإحداثيات                         | البلد أو الإقليم أو البحر | ملاحظات |
| ---------------------------------- | ------------------------- | --- |
| 90°0′N 59°0′W / 90.000°N 59.000°W  | المحيط المتجمد الشمالي    | |
| 83°30′N 59°0′W / 83.500°N 59.000°W | بحر لنكولن                | |
| 82°4′N 59°0′W / 82.067°N 59.000°W  | جرينلاند                  | |
| 81°56′N 59°0′W / 81.933°N 59.000°W | Newman Bugt               | |
| 81°52′N 59°0′W / 81.867°N 59.000°W | جرينلاند                  | |
| 75°42′N 59°0′W / 75.700°N 59.000°W | خليج بافن                 | |
| 70°0′N 59°0′W / 70.000°N 59.000°W  | مضيق دافيس                | |
| 60°0′N 59°0′W / 60.000°N 59.000°W  | المحيط الأطلسي            | بحر لبرادور |
| 55°9′N 59°0′W / 55.150°N 59.000°W  | كندا                      | نيوفاوندلاند واللابرادور — لابرادور كيبك — من 52°0′N 59°0′W / 52.000°N 59.000°W                                     |
| 50°46′N 59°0′W / 50.767°N 59.000°W | خليج سانت لورنس           | |
| 48°40′N 59°0′W / 48.667°N 59.000°W | كندا                      | نيوفاوندلاند واللابرادور — Port au Port Peninsula on the جزيرة نيوفاوندلاند (جزيرة)                                 |
| 48°31′N 59°0′W / 48.517°N 59.000°W | Bay St. George            | |
| 48°8′N 59°0′W / 48.133°N 59.000°W  | كندا                      | نيوفاوندلاند واللابرادور — جزيرة نيوفاوندلاند (جزيرة)                                                               |
| 47°35′N 59°0′W / 47.583°N 59.000°W | المحيط الأطلسي            | |
| 7°53′N 59°0′W / 7.883°N 59.000°W   | غيانا                     | Territory تملكه فنزويلا                                                                                             |
| 1°19′N 59°0′W / 1.317°N 59.000°W   | البرازيل                  | رورايما الأمازون (ولاية) — من 0°14′N 59°0′W / 0.233°N 59.000°W ماتو غروسو — من 8°46′S 59°0′W / 8.767°S 59.000°W     |
| 16°18′S 59°0′W / 16.300°S 59.000°W | بوليفيا                   | |
| 19°24′S 59°0′W / 19.400°S 59.000°W | باراغواي                  | |
| 24°39′S 59°0′W / 24.650°S 59.000°W | الأرجنتين                 | |
| 38°40′S 59°0′W / 38.667°S 59.000°W | المحيط الأطلسي            | |
| 51°23′S 59°0′W / 51.383°S 59.000°W | جزر فوكلاند               | جزيرة جزيرة فوكلاند الشرقية — تملكه الأرجنتين                                                                       |
| 52°3′S 59°0′W / 52.050°S 59.000°W  | المحيط الأطلسي            | |
| 60°0′S 59°0′W / 60.000°S 59.000°W  | المحيط الجنوبي            | |
| 62°12′S 59°0′W / 62.200°S 59.000°W | جزر جنوب شيتلاند          | جزيرة الملك جورج و Nelson Island — المطالب الإقليمية بالقارة القطبية الجنوبية by الأرجنتين, تشيلي و المملكة المتحدة |
| 62°20′S 59°0′W / 62.333°S 59.000°W | المحيط الجنوبي            | |
| 63°40′S 59°0′W / 63.667°S 59.000°W | القارة القطبية الجنوبية   | شبه الجزيرة القطبية الجنوبية — المطالب الإقليمية بالقارة القطبية الجنوبية by الأرجنتين, تشيلي و المملكة المتحدة     |
| 64°57′S 59°0′W / 64.950°S 59.000°W | المحيط الجنوبي            | بحر ودل |
| 75°29′S 59°0′W / 75.483°S 59.000°W | القارة القطبية الجنوبية   | Territory المطالب الإقليمية بالقارة القطبية الجنوبية by الأرجنتين, تشيلي و المملكة المتحدة                          |